# 安曇野花火
安曇野花火（あづみのはなび）は、長野県安曇野市明科の御宝田遊水池周辺沿い（犀川河川敷内）において毎年8月に行われる県内でも有数の花火大会である。毎年お盆の時期にあたる8月14日に開催される。小雨決行で荒天の場合は中止となる。

## 概要
花火の歴史
天文12年（1543年）、種子島にポルトガル人によって鉄砲と爆薬物とその製法も併せて伝えられた。
軍事用として鉄砲、大筒、狼煙などに活用され、関ヶ原の役や天草の乱が終わった徳川泰平期には観賞花火へと移っていった。
そして慶長5年（1600年）頃、細川幽斎の家臣・稲富の砲術家・伊賀守直家は、細川家を追放され徳川家康に仕えたが、その後、尾州家お預けで尾州家の砲術師範として貢献した。
慶長17年（1612年）、足助八幡社に『扇的打図』という花火に関する偏額に「尾州藩稲留派先生当国住岩神村沢田四郎衛門行年78才」と記し献納されていることから、稲富直家の門人が花火技術を伝えた資料と考えられている。
花火を観た家康
花火を日本で最初に観たのは徳川家康という定説がある、『駿府政事録』には「慶長18年（1613年）8月3日、明国の商人がイギリス人を案内して駿府城に徳川家康を訪ね、家康に城の二の丸で花火を供覧した。」との記述がある。
三代将軍家光も花火が好きだったそうで、諸大名も好んで納涼の催しとして花火を楽しんだ。
尾張、紀州、水戸の親藩、仙台、加賀など雄藩の花火は特に人気があり、江戸市民も夕涼みを兼ね花火見物をした。
花火大会の設立
安曇野市は、平成17年（2005年）10月1日、南安曇郡豊科町、穂高町、堀金村、三郷村、東筑摩郡明科町の5町村が新設合併して誕生した。
その2年後の平成19年（2007年）、メインテーマ「安曇野はひとつ」を掲げ、旧明科町の「水郷明科花火大会」と旧穂高町の「わさび祭り前夜祭花火大会」がひとつになり、地域活性化を目指して全国規模の大会として開催されている。
設立には、安曇野市内の若い経営者たちが集結し、その有志たちが実行委員会を立ち上げ、安曇野市および市内の各団体、多くの市民の協力により運営されている。
毎年、回を重ねるごとに、県内でも規模が徐々に大きな花火大会と成長し、県外からの観覧者も増え最近では約2万人の見物客が訪れるようになった。
犀川白鳥湖は、1,000羽を数えるコハクチョウやカモの群れが越冬する場所として知られ、また御宝田遊水池も同様にコハクチョウなどの越冬地となっている。

### 打上花火と仕掛花火
打上花火
花火技術は日本は世界一といわれており、とくに打上花火の割物花火の技術が高い。
- 玉皮 - ボール紙や新聞で半球型のお椀状のものを作り、この2個を合わせて一組の球型の玉が出来る[5]。
- 星 - 玉が空中で割れ星が光り散らばる、花火の出来不出来を左右する、日本は一番得意とする部分[5]。一番外側の星から順繰りに燃えながら飛ばし色を変える、星は同心円で粒の大きさを揃える[5]。
- 割薬 - 玉を空中で割り星を飛び散らす役目から、危険を伴う作業なので熟練者だけが作業をする[5]。
- 玉詰め - 片方の玉皮の内面に親導という時限導火線を取付け、玉皮の内側に丁寧に星を並べていく[5]。並べた星の内側に和紙を敷きそこに割薬を入れ、星と割薬で玉皮一杯になったら2個の玉皮を合わせる[5]。玉皮の外側を叩き馴染ませ、玉皮の合わせ目に丈夫なバンド状の紙で糊付け、玉皮が割れないようにする[5]。玉貼り - 玉皮の表面にクラフト紙を貼る、球型の全ての面が均一の強度になるように仕上げる[5]。玉を日陰干しにして乾燥途中でゴロをかける、ゴロとはクラフト紙を密着させるためで完全に乾燥させる[5]。

仕掛花火
代表的なのは枠仕掛で、丸太で組んだ櫓に絵形や文字などを浮だたせる。
- ランス - 鉛筆くらいの太さで長さ10cmの紙筒で、中に紅、緑、黄、青などの和剤を詰める[6]。ランスの片端に速燃性の導火線を付け、各ランスを連結する[6]。ランスは約10cm間隔で割竹や細い木の板に塗り付ける[6]。
- 木枠 - 障子のような2m四方の木枠に、ランスを塗り付けた割竹や細い木の板を釘で打付ける[6]。
- 仕掛花火現場の櫓に、木枠をデザイン通り取付、各枠を一本の速燃導火線で連結する[6]。導火線に点火すると、各枠の導火線が燃え、各ランスに点火して絵や文字が浮かび上がる[6]。ランスは約1分燃え消える、消える間際に打上花火を上げ、見物客の視線を上空に向ける[6]。仕掛に点火する前に雨が降ったら、仕掛け花火は全て点火しなくなる[6]。

電気点火
昭和60年（1985年）に打上花火の点火方法が変わった、それまでは花火師が火種を持ち直接点火していたが、鍵屋が「電気点火器」を開発し、秒単位で細かな遠隔操作による着火が行われるようになった。着火のタイミングや花火の色、形、種類、位置取りなどの組み合わせが、テーマに合わせた演出が可能になった。花火師がコンピュータにプログラムし打上げる方法もあるが、ただし、鍵屋ではいまだに着火するタイミングをボタン式に拘り、花火師が状況を読み取り「絶妙な間」で花火を打上げている。

## 主な開催記録
- 第15回 - 2022年（令和4年）8月14日、テーマは「安曇野の思い出」[8]
- 第16回 - 2023年（令和5年）8月14日、テーマは「Resume!（レジューム）再会、安曇野」[2]

## 開催内容
- 打ち上げ場所 - 安曇野市明科 御宝田遊水池付近[1]（犀川河川敷内[1]）
- 打ち上げ時間 - 午後7時〜同8時[1]
- 荒天時 - 小雨の場合は決行、荒天の場合は中止[1]
- 駐車場 - 無し

## 会場アクセス
最寄駅（鉄道）
- JR篠ノ井線 - 明科駅より徒歩約20分[1]
- JR大糸線 - 穂高駅より徒歩約30分[1]

自動車
- 長野自動車道 - 安曇野ICより県道310号・県道495号を経由し、国道19号を明科方面へ車で約7km[1]

シャトルバス - 小学生以上500円、帰り無料
- 明科駅 -
- 青木花見産業団地 - 長野県安曇野市穂高北穂高2155-3[1]
- まんぷくロード
- セイコーエプソン豊科事業所 - 長野県安曇野市豊科田沢6925[1]

臨時駐車場 - 2,000円
- 安曇野市立明科中学校 - 長野県安曇野市明科中川手2666[1]
- 安曇野市立明南小学校 - 長野県安曇野市明科中川手2694[1]
- 安曇野市明科体育館 - 長野県安曇野市明科中川手3167-1[1]

交通規制

## 関連文献
- 「花火資料館」公益社団法人 日本煙火協会、2023年7月8日閲覧
- 「打揚花火」公益社団法人 日本煙火協会、2023年7月8日閲覧
- 「会員リスト」公益社団法人 日本煙火協会、2023年7月8日閲覧